# Membres de Uriah Heep
 (décembre 2018).
Si vous disposez d'ouvrages ou d'articles de référence ou si vous connaissez des sites web de qualité traitant du thème abordé ici, merci de compléter l'article en donnant les références utiles à sa vérifiabilité et en les liant à la section « Notes et références ».
Les couleurs indiquent les membres officiels sous le nom "Uriah Heep".
Le groupe a toujours été constitué de cinq musiciens : un chanteur, un guitariste, un claviériste, un batteur et un bassiste. La formation la plus célèbre est celle du début des années 70 autour du bloc inchangé de David Byron, Mick Box et Ken Hensley.
Mick Box est le seul membre du groupe présent depuis le début en 1969.